# Nationale Boerenconfederatie
De Nationale Boerenconfederatie (Spaans: Confederación Nacional Campesina, CNC) is een Mexicaanse boerenorganisatie. De CNC is gelieerd aan de Institutioneel Revolutionaire Partij (PRI).
De CNC werd opgericht in 1938 door Graciano Sánchez in opdracht van president Lázaro Cárdenas, die de verschillende boerenbeweging in zijn partij wilde incorporeren, en de partij zo een corporatistische structuur gaf. Naast de Confederatie van Mexicaanse Arbeiders (CTM) en de Nationale Confederatie van Volksorganisaties (CNOP) vormt de CNC een van de drie sectoren van de PRI.
De huidige voorzitter is Cruz López Aguilar.